# Лука Ветори
Лука Ветори (на италиански: Luca Vettori) е италиански волейболист. Играе в „Пиаченца“ на поста диагонал, както и в мъжкия национален волейболен отбор на Италия.

## Биография
Лука Ветори е роден на 26 април 1991 г. в Парма, Италия. Кариерата на Лука започва в италианския клуб Пиаченца през 2007, където той играе две години. След това до 2010 г. той играе в местния отбор на Парма. Две години до 2012 г. играе за Club Italia, след което отново отива в Пиаченца, където играе и сега. От същата година – 2012 г., Лука играе и в мъжкия национален отбор на Италия.

## Награди

### Клубни
- Челъндж Къп – 2012, 2013

### Медали с националния отбор
- Европейско първенство

1. Сребърен медал – Полша и Дания 2013

- Световна лига

1. Бронзов медал – Мар дел Плата 2013

### Индивидуални награди
- Световно първенство за младежи 2009 – Best Scorer
- Европейско първенство 2013 – Best Spiker